# Ondergang van het internationale systeem aan het einde van de bronstijd
De ondergang aan het einde van de bronstijd was een maatschappelijke instorting in het oostelijke deel van het gebied om de Middellandse Zee, waarin veel rijken en beschavingen door brandstichting ten onder gingen of ernstig in verval raakten. Veel steden gingen rond 1200 v.Chr. in vlammen op, zodat Kurt Bittel de periode als de brandcatastrofe betitelde. Zo gingen de rijken van de Hettieten in Anatolië en Mitanni ten onder, terwijl het Nieuwe Rijk in Egypte en Assyrië in verval raakten. Ook aan de paleiseconomieën van de Myceense beschaving in het Egeïsche gebied kwam een einde, terwijl de beschavingen op Cyprus en de Levant in deze periode belaagd werden.
De neergang betekende het einde van de grote staten, de grote rijken, en hun onderlinge contact, zoals blijkt uit de diplomatieke correspondentie in de Amarnabrieven, en van het internationalisme en de mondialisering gedurende de late bronstijd. Zij maakten voor de kleinere beschavingen van de ijzertijd plaats: de neo-Hettitische vorstendommen, de Frygiërs, Feniciërs, Filistijnen, Israëlieten en de Grieken van de geometrische periode. Grote gebieden gleden in de prehistorie terug. Dit was voor Griekenland en Kreta het geval, maar ook uit Anatolië zijn aanvankelijk geen geschreven bronnen bekend. Er zijn pas uit rond 800 v.Chr. weer enige Frygische inscripties bekend, in een nieuw van het Fenicisch afgeleid schrift.
Wat de precieze oorzaak of toedracht ook is geweest, veel onderzoekers zien in de gebeurtenis wel een drastische verandering. De tijd erna, het begin van de ijzertijd, worden de duistere eeuwen genoemd. De kwestie heeft wel de belangstelling van de archeologen voor het begin van de ijzertijd gewekt. In Kalehöyük in Anatolië werden in deze tijd tot drie keer toe bouwwerken afgebrand en weer opgebouwd. In plaatsen als Kilise Tepe en Kinet Höyük is te zien dat er inderdaad grote veranderingen plaatsvonden, soms met een aantal grote branden, maar dat er anderzijds toch ook sprake was van een zekere continuïteit, in Cappadocië meer dan rond Gordium en Hattusa, anderzijds dat de brandstichtingen voortduurden. 
In andere gebieden zoals Egypte en Assyrië, die beide als staat overeind bleven, werden geschreven bronnen schaars. Het Midden-Assyrische Rijk zag sommige van zijn westelijke buitenposten wel in vlammen opgaan, zoals de dunnu, versterkte boerderijen, van Tell Sabi Abyad, maar het is mogelijk dankzij het stelsel van dunnu's dat het overeind bleef. In de eeuw na de catastrofe begonnen wel steeds meer Arameeërs de Eufraat over te steken.

## Oorzaak

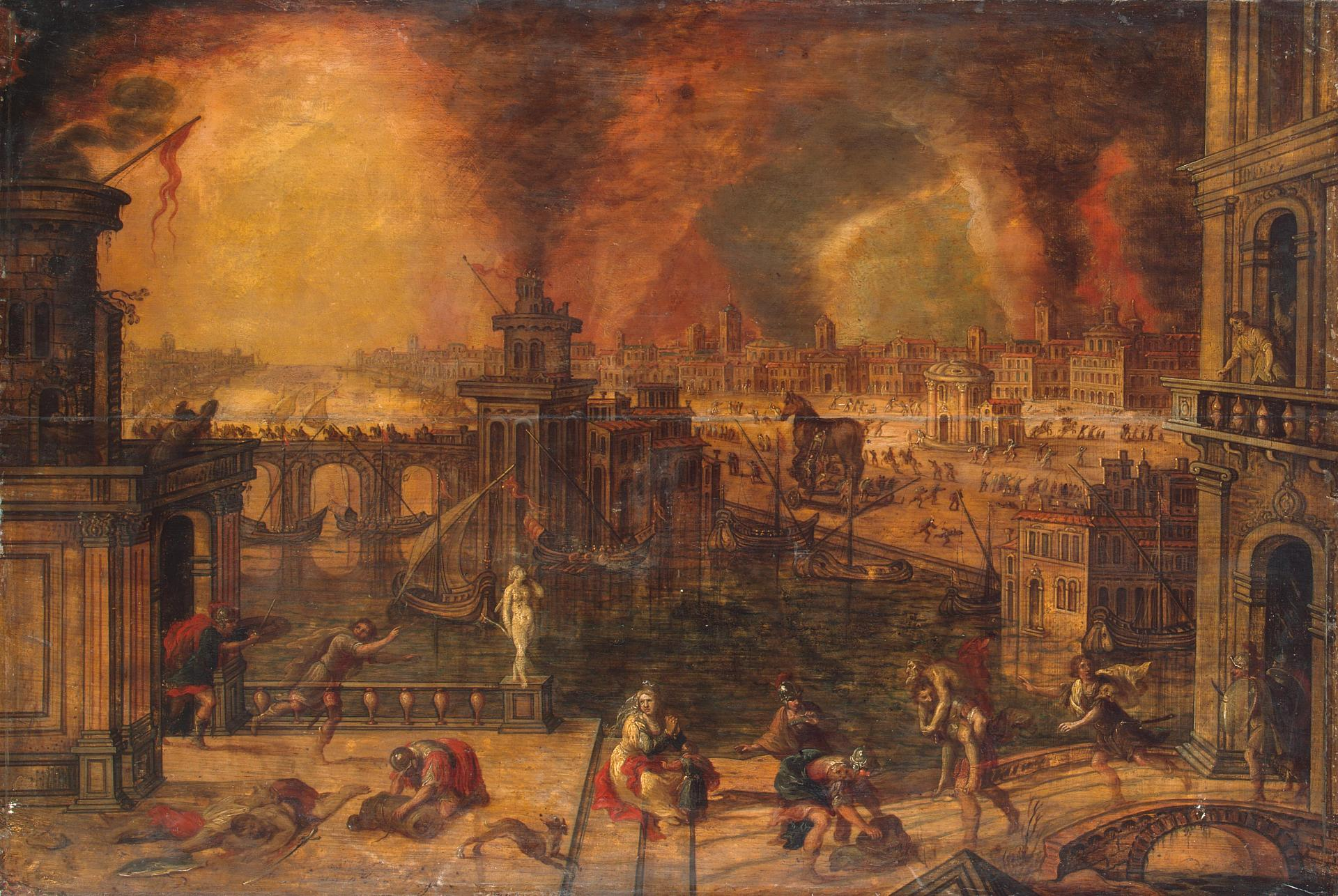
Val van Troje, volgens de Griekse mythologie een gebeurtenis aan het einde van de bronstijd. Schilderij door de 17e-eeuwse schilder Kerstiaen de Keuninck

De oorzaak is nog omstreden. Er zijn bronnen die hongersnoden melden, maar of dit oorzaak is of juist gevolg van gevechtshandelingen of politieke wanorde is niet duidelijk. Volgens sommigen is er zoiets als een volksverhuizing van zeevarende volken uit het Middellandse Zeegebied, de zogenaamde zeevolken, op gang gekomen. Volgens de beperkte, voornamelijk Egyptische bronnen van die tijd is het echter niet waarschijnlijk dat er werkelijk complete volkeren aan het verhuizen waren. Wel is er sprake van huurlingen uit een aantal streken rond de Middellandse Zee die een andere manier van strijden invoerden, waar de gevestigde rijken van de bronstijd niet goed raad mee wisten. De nieuwe krijgers waren bedreven met het zwaard en wisten als infanteristen overtuigend af te rekenen met de strijdwagens die tot dan toe het strijdtoneel hadden beheerst. De periode luidde de ijzertijd in. Het lijkt erop dat het gebruik van smeedijzer iets later kwam, maar ijzer heeft ongetwijfeld het gebruik van de zwaarden nog doorslaggevender gemaakt.

## Platgebrande steden
Plaatsen die in deze tijd werden vernietigd:
- Oude Griekenland
  - Pylos
  - Nichoria
  - Tiryns
  - Midea
  - Mycene
  - Thebe
  - Lefkandi
  - Iolkos
- Kreta
  - Chania
- Anatolië
  - Troje VIIa
  - Mersin
  - Tarsus
  - Fraktin
  - Hattusa
  - Alacahöyük
  - Tille Höyük
  - Lidar Höyük
  - Norsuntepe
- Cyprus
  - Maa Palaeokastro
  - Kition
  - Sinda
  - Enkomi
- Syrië
  - Ugarit
  - Tell Sukas
  - Kadesj
  - Qatna
  - Hama
  - Alalakh
  - Aleppo
  - Emar
- Kanaän
  - Hazor
  - Akko
  - Megiddo
  - Deri Alla
  - Bethel
  - Bet Shemesh
  - Asjdod
  - Asjkelon
- Mesopotamië
  - Babylon